# وزیر (مجموعه تلویزیونی)
وزیر (ایسلندی: Ráðherrann) یک مینی‌سریال درام ایسلندی است که در سال ۲۰۲۰ منتشر شد.
این سریال دربارهٔ یک نخست‌وزیر عوام‌گرا است که دچار بیماری ذهنی شده و همکارانش تلاش می‌کنند که بیماری او را از ملت پنهان کنند.